# Ectropis rosearia
Ectropis rosearia är en fjärilsart som beskrevs av De Joannis 1929. Ectropis rosearia ingår i släktet Ectropis och familjen mätare. Inga underarter finns listade i Catalogue of Life.